# Leucopis pallidolineata
Leucopis pallidolineata är en tvåvingeart som beskrevs av Tanasijtshuk 1961. Leucopis pallidolineata ingår i släktet Leucopis och familjen markflugor. Inga underarter finns listade i Catalogue of Life.